# David Hennessy (3e baron Windlesham)
David James George Hennessy, 3e baron Windlesham et baron Hennessy, (28 janvier 1932 - 21 décembre 2010), est un homme politique du Parti conservateur au Royaume-Uni.

## Biographie
Petit-fils de George Hennessy (1er baron Windlesham), il fait ses études au Ampleforth College et au Trinity College d'Oxford, obtenant un Master of Arts en Jurisprudence en 1957. Il fait son service national auprès des Grenadier Guards à Tripoli. Son père, James Hennessy, 2e baron Windlesham, est lieutenant-général des Grenadier Guards. Ils sont étroitement liés à la famille franco-irlandaise du Cognac Hennessy.
Il est élu au Conseil municipal de Westminster de 1958 à 1962, et se présente à Tottenham en 1959. Il est entré à la Chambre des lords en tant que 3e baron Windlesham à la mort de son père en 1962, décédé dans un accident d'hélicoptère en mer, après avoir été brigadier des Grenadier Guards. Il rejoint le gouvernement en tant que ministre d'État au ministère de l'Intérieur de 1970 à 1972; et de 1972 à 1973, au Bureau pour l'Irlande du Nord, après quoi il est devenu Lord du sceau privé et Leader de la Chambre des lords en juin 1973 jusqu'en octobre 1974. Il est nommé commandant de l'Ordre royal de Victoria (CVO) lors des honneurs du Nouvel An de 1981. Le 16 novembre 1999, il est créé baron Hennessy, de Windlesham dans le comté de Surrey  après le House of Lords Act 1999, afin de pouvoir continuer à siéger chez les Lords.
Il travaille pour Associated-Rediffusion et participe à This Week. Il rejoint le conseil d'administration de Rediffusion en tant que directeur de programme. Sa carrière télévisuelle se poursuit en tant que directeur général de Grampian (1967-1970) et directeur général du réseau ATV (1974-1981). Il est directeur de The Observer de 1981 à 1989.
Il est retourné à Oxford, où il a obtenu un DLitt, et est directeur du Brasenose College de 1989 à 2002. Il est également professeur invité à l'Université de Princeton en 1997 et 2002 à 2003 .
Le baron Windlesham épouse la journaliste et auteur de mode Prudence Glynn (en) en 1965. Elle est décédée en 1986 et ont un fils et une fille.